# West Midlands (Regional) League
West Midlands (Regional) League er en regional engelsk fodboldliga for semiprofessonelle hold og amatørhold i de engelske counties Herefordshire, Shropshire, the West Midlands, Worcestershire og det sydlige Staffordshire. Ligaen har tre divisioner, hvoraf den højst rangerende er Premier Division, der rangerer på niveau 10 i det engelske ligasystem.
Den blev dannet i 1889 som Birmingham & District League for hold i Birmingham og omegn, men den etablerede sig hurtigt som en af de stærkeste ligaer uden for The Football League, og den tiltrak bl.a. deltagelse af hold fra Bristol og Wales, der ellers lå langt væk fra ligaens kerneområde. Efter anden verdenskrig absorberede Birmingham & District League den konkurrerende Birmingham Combination og blev dermed den førende liga i området, men en gradvis nedgradering af dens status begyndte i slutningen af 1950'erne, og den bliver nu drevet på et væsentligt lavere niveau end i dens velmagtsdage. West Midlands (Regional) League leverer nu til dags hold til Midland Football Alliance, hvortil ét hold oprykkes hver sæson. Ligaen har deltagelse af 50-60 hold, og der oprykkes jævnligt nye hold til ligaen fra lavere rangerende lokale ligaer.

## Historie

### 1889–1940
I slutningen af 1880'erne var Birmingham-området hjemsted for mange af Englands bedste fodboldhold. Seks af regionens førende klubber kom med i Englands to første nationale ligaer, The Football League og Football Alliance, men der var mange andre hold i området, som gerne ville spille ligafodbold. Den 31. maj 1889 blev der afholdt en møde på Grand Hotel i Birmingham med det formål at oprette Birmingham & District League. I alt var 17 klubber inviteret til mødet, men kun 13 klubber deltog, og heraf blev 12 udvalgt til at danne den nye liga, der skulle starte i sæsonen 1889-90. Den eneste af klubberne ved mødet, som (af ukendte årsager) ikke blev inviteret til at spille i ligaen, var Worcester Rovers.
De 12 klubber, der spillede i den første sæson var
| - Aston Victoria FC - Great Bridge Unity FC - Hednesford Town FC - Ironbridge FC | - Kidderminster Harriers FC - Kidderminster Olympic FC - Langley Green Victoria FC - Oldbury Town FC | - Smethwick Carriage Works FC - Unity Gas Department FC - Wellington St. George's FC - Willenhall Pickwick FC |

Kidderminster Olympic førte ligaen ved sæsonafslutningen, men en del kampe var ikke blevet spillet, og derfor blev der ikke kåret nogen mester. Og det gentog sig de efterfølgende to sæsoner. I begge sæsoner førte Brierley Hill Alliance, der var blevet optaget i 1890, ligaen – uden dog at blive tildelt titlen. Først i den fjerde sæson lykkedes det at få gennemført alle kampene, og dermed kunne man for første gang kåre en mester. I de første år kom nye hold til næsten hver sæson, og næsten hvert år var der ligeledes hold, der forlod ligaen, men da dens struktur havde stabiliseret sig, blev det efterhånden anset for at være en af de stærkeste ligaer uden for The Football League, og kun Southern League og Midland League havde nogenlunde samme niveau som Birmingham & District League.
På trods af ligaens navn fik den i perioden inden første verdenskrig deltagelse af hold så langt væk fra som Bristol, Wrexham og Crewe, og også reservehold fra de lokale Football League-klubber kom med i ligaen. Et antal klubber, der havde klaret sig godt i Birmingham Combination, kom også med i Birmingham & District League, som blev anset for et "et skridt opad" til et højere niveau af fodbold. Ligaens store dækningsområde begyndte imidlertid af give problemer i 1930'erne, hvor mange klubber på grund af de lange og dyre rejser til udebanekampene begyndte at melde sig ud for til gengæld at spille i ligaer, der dækkede et mindre område. I 1938 trak Bangor City, Worcester City og Wellington Town samt Cardiff Citys og Wrexhams reservehold sig alle ud af ligaen, hvorved antallet af hold blev så lille, at organisationskomiteen i sæsonen 1938-39 i stedet for det normale ligaformat besluttede at afvikle to separate turneringer, én i hver halvsæson. Den første halvsæson fik navnet Keys Cup, mens den anden blev kaldt League Cup. Og da turneringsfodbold blev aflyst i 1939 på grund af anden verdenskrigs udbrud, var den konkurrerende Birmingham Combination, der havde besluttet ikke at optage klubber fra lige så stort et område, blevet etableret som regionens bedste liga.

### 1945–1977
Selvom Birmingham & District League umiddelbart efter krigen mistede endnu flere klubber til Birmingham Combination, som var hurtigere til at starte op igen efter den lange fodboldpause, genvandt ligaen inden for få år sin tidligere position som regionens bedste, og den voksede til næsten dobbelt størrelse i forhold til inden krigen. I løbet af sæsonen 1952-53 foreslog ligaens komite en fusion af de to turneringer, men Birmingham Combination afslog ideen, hvorefter den ligas seks bedste hold skiftede til Birmingham & District League. Birmingham Combination's komite forsøgte derpå at genåbne fusionsdiskussionen, men efter netop at have fået seks nye medlemsklubber var Birmingham & District League ikke længere interesseret i en fusion. Et år senere skiftede Birmingham Combinations 14 tilbageværende klubber, bortset fra West Bromwich Albion's tredjehold, også til Birmingham & District League, som dermed i praksis havde absorberet sin tidligere rival. De 40 klubber blev delt i en nordlig og en sydlig division, som et år senere blev omdannet til Division One og Division Two med op- og nedrykning mellem de to divisioner.
Efter sæsonen 1957-58 forlod Burton Albion og Nuneaton Borough Birmingham & District League til fordel for den ekspanderende Southern League, og et år senere fulgte Hinckley Athletic efter. I et forsøg på at konsolidere ligaen blev alle reserveholdene smidt ud, hvilket medførte en reduktion til én division med 22 klubber. Fire år senere skiftede ligaen navn til West Midlands (Regional) League, så navnet i højere grad reflekterede dens dækningsområde, idet den på det tidspunkt kun havde deltagelse af ganske få hold fra Birmingham og nærmeste omegn. Inden sæsonen 1965-66 kunne ligaen vende tilbage til en struktur med to divisioner, da dens eneste division blev omdøbt til Premier Division, og man tilføjede en ekstra division, Division One. I 1976 medførte en jævn strøm af nye hold fra mindre regionale ligaer, at Division One blev opdelt i Division One (A) og Division One (B), hvilket et år senere blev ændret til Division One og Division Two.

### 1979–2012
I 1979 blev Alliance Premier League oprettet, og det skubbede West Midlands (Regional) League (WMRL) længere ned i det engelske ligasystem. Fremgangsrige WMRL-klubber såsom Bilston Town, Hednesford Town og Halesowen Town begyndte at ansøge om optagelse (og blev optaget) i Southern League, hvilket reducerede West Midlands (Regional) League til en status som leverandør af hold til højere rangerende ligaer, selvom afgangen af hold blev opvejet af tilgangen af hold fra lavere rangerende ligaer. Et antal asiatisk-britiske hold begyndte at deltage i WMRL, hvilket fint reflekterede West Midlands' demografiske sammensætning, herunder Sikh Hunters, Englands første rene Sikh-hold. På samme tid begyndte West Midlands (Regional) League's og Midland Football Combinations område at overlappe hinanden mere og mere, og i begyndelsen af 1990'erne var spilleniveauet og den geografiske dækning i de to ligaer næsten identiske. I 1994 blev der derfor oprettet en ny turnering for de to ligaers bedste hold, som indtil da havde været delt mellem to turneringer, og således mistede West Midlands (Regional) League ti klubber til den nye Midland Football Alliance, hvilket yderligere reducerede dens egen status.
Nedgangen i antallet af klubber tvang ligaen til at vendte tilbage til strukturen med to divisioner, men inden for to sæsoner voksede antallet af klubber igen så meget, at Division One blev opdelt i Divisions One (North) og Division One (South) i sæsonen 1996-97, og dette format bestod indtil 2004, hvor de to Division One-divisioner blev omlagt til en Division One og en Division Two med op- og nedrykning mellem divisionerne. Selvom ligaen nu drives på et niveau langt under det, som den blev drevet på i sine velmagtsdage, så eksisterer den trods alt stadig, og den er fortsat (sammen med Northern League) den næstældste aktive fodboldliga, kun overgået af The Football League.

## Struktur

### Divisioner
I sæsonen 2012-13 deltager 57 hold i ligaen fordelt på 22 i Premier Division, 18 i Division One og 17 i Division Two. Nogle af holdene i de to laveste divisioner er reservehold for hold, der spiller på et højere niveau. I hver division afvikles kampene som en dobbeltturnering, hvor alle hold møder hinanden to gange (ude og hjemme). Sejre giver tre point (indtil 1988 gave sejre to point), uafgjort et point og nederlag nul point. Hold med samme antal point rangeres efter målforskel (hvilket afløst målkvotient i 1978).

### Op- og nedrykning
Siden sæsonen 1994-95 har West Midlands (Regional) League sammen med Midland Football Combination leveret hold til Midland Football Alliance. Det højstplacerede hold, der opfylder Midland Football Alliances adgangskrav rykker op i den liga, og et eller flere hold kan rykkes ned fra Midland Alliance til WMRL, anhængig af antallet af tilbageværende hold i hver liga. Inden sæsonen 2006-07 blev ligaen fastsat på niveau 11 i ligasystemet i engelsk fodbold, selvom vinderen rykkede op i Midland Football Alliance, som var på niveau 9. I 2006 opgraderede the Football Association WMRL til niveau 10. Holdene i ligaens to højeste divisioneer kan deltage i FA Cup og FA Vase, forudsat at deres hjemmebane opfylder der krævede kriterier.
Siden oprettelse af Midland Football Alliance har West Midlands (Regional) League accepteret ansøgninger om optagelse fra fremgangsrige hold i mindre lokale ligaer i dens dækningsområde, herunder bl.a. Shropshire County League, Herefordshire League, Wolverhampton Combination og Kidderminster & District League. Flere ambitiøse Sunday league-hold er ligeledes skiftet til at spille lørdagsfodbold og på den måde trådt ind i ligaen. Bewdley Town FC, Bromyard Town FC og Ellesmere Rangers FC er alle kommet fra county leagues siden 1994 og er siden da rykket op i Premier Division. Teoretisk set kan hold fra West Midlands (Regional) League rykkes ned i lokale ligaer, men det sker næsten aldrig i praksis. De eneste hold, der i nyere tid er rykket ned i en county league er Leominster Town FC, Kington Town FC og Hinton FC, der rykkede ned i Herefordshire League i henholdsvis 2004, 2006 og 2007, men alle tre hold opgav frivilligt deres status som WMRL-klub til fordel for at spille i en mere lokal liga, og de blev ikke nedrykket, fordi de endte sidst i stillingen.

## Sponsorer
Ligaen er tidligere blevet sponsoreret af Sport Italia, avisen Express & Star fra Wolverhampton, og Black Country-bryggeriet Banks's, men pr. 2012 har den ingen navnesponsor.

## Tilskuere
Engang tiltrak kampene i West Midlands (Regional) League mange tilskuere, og i 1899 overværede 3.000 tilskuere kampen mellem Coventry City og Shrewsbury Town. Og i starten af 1960'erne var Kidderminster Harriers på trods at ligaens statusnedgang i stand til at tiltrække omkring 1.000 fans til sine hjemmekampe. I nyere er tilskuermængderne imidlertid blevet meget mindre, eksempelvis havde Rocester i sæsonen 1993-94 i gennemsnit ca. 100 tilskuere til sine hjemmekampe, og ved flere af holdets udekampe var der færre end 40 tilskuere. Der offentliggøres ikke længere tilskuertal for ligaens kampe.

## Vindere

### Birmingham & District League
Oprindelig bestod ligaen blot af en enkelt division.
| Sæson     | Mestre                               |
| --------- | ------------------------------------ |
| 1889–90   | Ingen mester kåret                   |
| 1890–91   | Ingen mester kåret                   |
| 1891–92   | Ingen mester kåret                   |
| 1892–93   | Wolverhampton Wanderers Reserves (1) |
| 1893–94   | Old Hill Wanderers (1)               |
| 1894–95   | Aston Villa Reserves (1)             |
| 1895–96   | Aston Villa Reserves (2)             |
| 1896–97   | Hereford Thistle (1)                 |
| 1897–98   | Wolverhampton Wanderers Reserves (2) |
| 1898–99   | Wolverhampton Wanderers Reserves (3) |
| 1899–1900 | Aston Villa Reserves (3)             |
| 1900–01   | Wolverhampton Wanderers Reserves (4) |
| 1901–02   | West Bromwich Albion Reserves (1)    |
| 1902–03   | Aston Villa Reserves (4)             |
| 1903–04   | Aston Villa Reserves (5)             |
| 1904–05   | Aston Villa Reserves (6)             |
| 1905–06   | Aston Villa Reserves (7)             |
| 1906–07   | Aston Villa Reserves (8)             |
| 1907–08   | Aston Villa Reserves (9)             |
| 1908–09   | Aston Villa Reserves (10)            |
| 1909–10   | Aston Villa Reserves (11)            |
| 1910–11   | Stoke (1)                            |
| 1911–12   | Aston Villa Reserves (12)            |
| 1912–13   | West Bromwich Albion Reserves (2)    |
| 1913–14   | Worcester City (1)                   |
| 1914–15   | Birmingham Reserves (1)              |

Fra 1915 til 1919 blev turneringen aflyst på grund af første verdenskrig.
| Sæson   | Mestre                            |
| ------- | --------------------------------- |
| 1919–20 | West Bromwich Albion Reserves (3) |
| 1920–21 | Wellington Town (1)               |
| 1921–22 | Willenhall (1)                    |
| 1922–23 | Shrewsbury Town (1)               |
| 1923–24 | Stourbridge (1)                   |
| 1924–25 | Worcester City (2)                |
| 1925–26 | Cradley Heath (1)                 |
| 1926–27 | Stafford Rangers (1)              |
| 1927–28 | Burton Town (1)                   |
| 1928–29 | Worcester City (3)                |
| 1929–30 | Worcester City (4)                |
| 1930–31 | Cradley Heath (2)                 |
| 1931–32 | Cradley Heath (3)                 |
| 1932–33 | Wrexham Reserves (1)              |
| 1933–34 | Wrexham Reserves (2)              |
| 1934–35 | Wellington Town (2)               |
| 1935–36 | Wellington Town (3)               |
| 1936–37 | Bristol Rovers (1)                |
| 1937–38 | Kidderminster Harriers (1)        |

Eftersom antal af hold var faldet dramatisk bestod sæsonen 1938-39 af to separate halvsæsoner. Inden jul blev der spillet om Keys Cup, mens der resten af sæsonen blev spillet om League Cup.
| Sæson   | Keys Cup                   | League Cup                 |
| ------- | -------------------------- | -------------------------- |
| 1938–39 | Kidderminster Harriers (2) | Kidderminster Harriers (3) |

Sæsonen 1939–40 blev aflyst på grund af udbruddet af anden verdenskrig, og turneringen blev ikke genoptaget før i 1946.
| Sæson   | Mestre                          |
| ------- | ------------------------------- |
| 1946–47 | Halesowen Town (1)              |
| 1947–48 | Kettering Town (1)              |
| 1948–49 | Worcester City Reserves (1)     |
| 1949–50 | Hereford United Reserves (1)    |
| 1950–51 | Brierley Hill Alliance (1)      |
| 1951–52 | Brierley Hill Alliance (2)      |
| 1952–53 | Oswestry Town (1)               |
| 1953–54 | Wolverhampton Wanderers 'A' (1) |

I sæsonen 1954-55 var ligaen delt i to regionale divisioner.
| Sæson   | Northern Section     | Southern Section    |
| ------- | -------------------- | ------------------- |
| 1954–55 | Nuneaton Borough (1) | Redditch United (1) |

I 1955 blev ligaen omdattet til en Division One og en Division Two.
| Sæson   | Vinder af Division One          | Vinder af Division Two |
| ------- | ------------------------------- | ---------------------- |
| 1955–56 | Nuneaton Borough (2)            | Tamworth               |
| 1956–57 | Walsall Reserves (1)            | Bilston                |
| 1957–58 | Wolverhampton Wanderers 'A' (2) | Oswestry Town          |
| 1958–59 | Wolverhampton Wanderers 'A' (3) | Birmingham City 'A'    |
| 1959–60 | Bromsgrove Rovers (1)           | Aston Villa 'A'        |

Ligaen skiftede tilbage til et format med kun én division i 1960.
| Sæson   | Mestre                  |
| ------- | ----------------------- |
| 1960–61 | Bilston (1)             |
| 1961–62 | Lockheed Leamington (1) |

### West Midlands (Regional) League
| Sæson   | Mestre                     |
| ------- | -------------------------- |
| 1962–63 | Lockheed Leamington (2)    |
| 1963–64 | Tamworth (1)               |
| 1964–65 | Kidderminster Harriers (4) |

Til sæsonen 1965–66 gik man tilbage til et format med to divisioner, der nu blev kaldt Premier Division og Division One.
| Sæson   | Premier Division           | Division One          |
| ------- | -------------------------- | --------------------- |
| 1965–66 | Tamworth (2)               | Wrockwardine Wood     |
| 1966–67 | Boston United (1)          | Tamworth Reserves     |
| 1967–68 | Boston United (2)          | Warley                |
| 1968–69 | Kidderminster Harriers (5) | Wrockwardine Wood     |
| 1969–70 | Kidderminster Harriers (6) | Warley County Borough |
| 1970–71 | Kidderminster Harriers (7) | Brereton Social       |
| 1971–72 | Tamworth (3)               | Warley County Borough |
| 1972–73 | Bilston (2)                | Tividale              |
| 1973–74 | Alvechurch (1)             | Armitage              |
| 1974–75 | Alvechurch (2)             | Staffordshire Police  |
| 1975–76 | Alvechurch (3)             | Willenhall Town       |

I sæsonen 1976-77 var Division One delt i to sektioner, 'A' og 'B'.
| Sæson   | Premier Division | Division One (A)   | Division One (B)     |
| ------- | ---------------- | ------------------ | -------------------- |
| 1976–77 | Alvechurch (4)   | Wednesfield Social | Wolverhampton United |

Fra og med sæsonen 1977–78 blev Division One (A) og Division One (B) omdannet til Division One og Division Two.
| Sæson   | Premier Division          | Division One        | Division Two               |
| ------- | ------------------------- | ------------------- | -------------------------- |
| 1977–78 | Hednesford Town (1)       | Chasetown           | Worcester City Reserves    |
| 1978–79 | Willenhall Town (1)       | Shifnal Town        | Ludlow Town                |
| 1979–80 | Sutton Coldfield Town (1) | Rushall Olympic     | Brewood                    |
| 1980–81 | Shifnal Town (1)          | Oldswinford         | Bromsgrove Rovers Reserves |
| 1981–82 | Shifnal Town (2)          | Atherstone United   | GKN Sankey                 |
| 1982–83 | Halesowen Town (2)        | Brewood             | Great Wyrley               |
| 1983–84 | Halesowen Town (3)        | Tipton Town         | Halesowen Town Reserves    |
| 1984–85 | Halesowen Town (4)        | Harrisons           | Halesowen Harriers         |
| 1985–86 | Halesowen Town (5)        | Halesowen Harriers  | Springvale-Tranco          |
| 1986–87 | Atherstone United (1)     | Westfields          | Donnington Wood            |
| 1987–88 | Tamworth (4)              | Rocester            | Hinton                     |
| 1988–89 | Blakenall (1)             | Newport Town        | Broseley Athletic          |
| 1989–90 | Hinckley Town (1)         | Darlaston           | Hill Top Rangers           |
| 1990–91 | Gresley Rovers (1)        | Cradley Town        | Clancey Dudley             |
| 1991–92 | Gresley Rovers (2)        | Ilkeston Town       | K Chell                    |
| 1992–93 | Oldbury United (1)        | Knypersley Victoria | Rushall Olympic Reserves   |

Division Two blev nedlagt inden sæsonen 1993-94.
| Sæson   | Premier Division  | Division One          |
| ------- | ----------------- | --------------------- |
| 1993–94 | Ilkeston Town (1) | Stafford Town         |
| 1994–95 | Pelsall Villa (1) | Wolverhampton Casuals |
| 1995–96 | Wednesfield (1)   | Goodyear              |

Fra og med sæsonen 1996-97 blev Division One delt i to regionale sektioner.
| Sæson     | Premier Division    | Division One (North) | Division One (South) |
| --------- | ------------------- | -------------------- | -------------------- |
| 1996–97   | Wednesfield (2)     | Great Wyrley         | Kington Town         |
| 1997–98   | Lye Town (1)        | Bandon               | Smethwick Rangers    |
| 1998–99   | Kington Town (1)    | Heath Hayes          | Wellington           |
| 1999–2000 | Stafford Town (1)   | Shawbury United      | Bromyard Town        |
| 2000–01   | Ludlow Town (1)     | Wolverhampton United | Ledbury Town         |
| 2001–02   | Causeway United (1) | Ounsdale             | Sedgley White Lions  |
| 2002–03   | Westfields (1)      | Newport Town         | Bewdley Town         |
| 2003–04   | Malvern Town (1)    | Goodrich             | Gornal Athletic      |

Inden sæsonen 2004-05 blev Division One (North) og Division One (South) omdattet igen til Division One og Division Two.
| Sæson   | Premier Division        | Division One          | Division Two          |
| ------- | ----------------------- | --------------------- | --------------------- |
| 2004–05 | Tipton Town (1)         | Great Wyrley          | Parkfields Leisure    |
| 2005–06 | Market Drayton Town (1) | Ellesmere Rangers     | AFC Wulfrunians       |
| 2006–07 | Shifnal Town (3)        | Darlaston Town        | Heath Town Rangers    |
| 2007–08 | Bridgnorth Town (1)     | Birchills United      | Wellington Amateurs   |
| 2008–09 | AFC Wulfrunians (1)     | Wellington Amateurs   | Hanwood United        |
| 2009–10 | Ellesmere Rangers (1)   | Wellington Amateurs   | Black Country Rangers |
| 2010–11 | Tividale (1)            | Black Country Rangers | Malvern Rangers       |
| 2011–12 | Gornal Athletic (1)     | Wellington Amateurs   | Haughmond             |